# مسعود آب‌پرور
مسعود آب‌پرور (زاده ۲ تیر ۱۳۴۰ در تهران) کارگردان و نویسنده ایرانی است. او دانش‌آموخته کارگردانی سینما از دانشکده سینما و تئاتر است. از دیگر فعالیت‌های وی می‌توان به کارشناسی فیلم‌نامه و فیلم در بنیاد سینمایی فارابی و تأسیس کارگاه گسترش هنر و طراحی کلیپ‌های ایرانی اشاره کرد. او همچنین داوری مسابقه سینمایی «چهار، سه، دو، یک» محصول گروه ادب و هنر شبکه چهار سیما را نیز بر عهده دارد.

## فیلم‌شناسی

### کارگردان
- رحیل (۱۴۰۲) کهنوج
- مستوران (۱۴۰۱)
- لژیونر (۱۳۹۶)
- زخم (۱۳۹۳)
- هوش سیاه ۲ (۱۳۹۲)
- عملیات ۱۲۵ (سری سوم) (۱۳۹۱)
- هوش سیاه (۱۳۸۹)
- قتل آنلاین (۱۳۸۴)
- معما (مجموعه تلویزیونی) (۱۳۸۲)
- سرزمین رؤیاها (۱۳۸۱)
- لبخندهای خاکی (۱۳۷۷)
- گل‌های ۷۶ (۱۳۷۶)
- در پی فاخته (۱۳۷۶)
- بر بال دوست (۱۳۷۵)
- ستاره قطبی (۱۳۷۴)
- تله‌فیلم «پریماه»
- تله‌فیلم «خشاب خالی»
- تله‌فیلم «شب عقرب»
- تله‌فیلم «زمزمه»
- تله‌فیلم «ساعت ۲۵»
- تله‌فیلم «مرخصی»
- تله‌فیلم «بیگانه»

### دستیار کارگردان
- دره شاپرک‌ها (۱۳۷۰)
- سفر جادویی (۱۳۶۹)

### گروه کارگردانی
- دره شاپرک‌ها (۱۳۷۰)

### نویسنده
- ترانزیت (۱۳۷۲)

### بازنویسی فیلم‌نامه
- دره شاپرک‌ها (۱۳۷۰)

### بازیگر
- ستارخان (۱۳۹۶)
- ایراندخت (۱۳۹۶)
- مستوران (۱۴۰۱)